# Лунка Метешулуј (Алба)
Лунка Метешулуј (рум. Lunca Meteșului) насеље је у Румунији у округу Алба у општини Метеш. Општина се налази на надморској висини од 622 m.

## Становништво
Према подацима из 2002. године у насељу је живело 107 становника, од којих су сви румунске националности.